# Colin Furze
Colin Furze (født 14. oktober 1979) er en en britisk youtuber, stuntmand, opfinder og filmproducent fra Stamford i Lincolnshire, England. Furze blev uddannet blikkenslager, og arbejdede som dette i en række år inden han blev hyret til Sky1's program Gadget Geeks. Colin Furze YouTube-kanal blev oprettet 16 november 2006.
Furze har en Youtubekanal, hvor han uploader videoer af projekter og opfindelser han laver. Han har bl.a. fremstillet en dødsdrom, verdens længste motorcykel, verdens hurtigste barnevogn, en jet-drevet motorcykel og en hoverbike.
Visse af hans projekter er blevet udført med støtte fra fjernsyn og computerspil som promovering, og disse inkluderer en skjult kniv og
en klatrekrog fra Assassin's Creed og en bunker under hans baghave for at promoveres Sky1's tv-serie You, Me and the Apocalypse.

## Karriere
Colin gik på Malcolm Sargent Primary School som barn. I begyndelsen af sine teenageår havde han allerede bygget flere træhytter. I et interview med The Sun udtalte han, at han også havde arbejdet på en gynge over et stenbrud nær sit hjem. Han blev uddannet blikkenslager efter endt skolegang i en alder af 16. Kort efter hans far døde opdagede han YouTube, hvor han begyndte at lægge videoer op af sine opfindelser. Den første video var af hans dødsdrom i 2007.
Han har en hustru og en søn, der blev født i 2012. Sønnen, Jake, medvirker ofte i hans videoer.
I 2017 udgav han bogen This Book Isn't Safe!, hvori han beskriver 10 projekter, som man kan lave derhjemme.

## Opfindelser
Furzes mange opfindelser bliver publiceret på YouTube. Den 13. marts 2010 uploadede han en video, hvor han havde ombygget en scooter som havde en flammekaster inkorporeret, der kunne skyde ild op til 15 m væk. Den 25. marts blev Furze arresteret af Lincolnshire Police, for at være i besiddelse af genstande, der var omdannet til skydevåben. Han blev han løsladt mod kaution uden sigtelse den næste dag. Dette var Furzes tredje forsøg på at fremstille en flammekaster, idet den første ikke tændte og den anden brændte.
Den 5. maj 2014 postede Furze den første video i et 3 uger langt X-Men-projekt, hvor han fremstillede kløer som karakteren Wolverine baseret på pneumatik. I løbet af den første uge havde denne video modtaget over 3 millioner hits. Resten af projektet gik med at imitere Magnetos evner med magnetsko, en flammekaster som Pyro og en fryseanordning som Iceman.
Den 15. september udgav han den første video af et projekt kaldet "Apocalyptic BUNKER project". Her viser Colin hvordan han byggede en bunker i sin baghave. Dette projekt spredte sig ud over 9 separate videoer.
Den 23. oktober 2015 udgav han den første af en række videoer, hvori han fremstillede en skjult kniv til at promovere det nye Ubisoft-spil Assassin's Creed: Syndicate. Våbnet er et ikonisk våben for spilseriens protagonist.
Den 23. august 2016 udgav han den første af en række videoer, hvor han fremstillede en cyborgarm, i stil med et våben som protagonisten i spilserien Deus Ex bruger, i forbindelse med udgivelsen af Deus Ex: Mankind Divided.
Den 28. april 2016 fremstillede Furze en hoverbike (svævecykel) ved hjælp af to paramotorer.
Den 13. februar 2020 udgav Colin Furze første del af et projekt (Homemade Screw Tank). Colin Furze udgav den sidste del af video serien den 12. marts "Test drive" Colin Furze har senere udgivet nye videoer med opgraderinger til "Homemade Screw Tank".
Den 24 juni 2021 udgav Colin Furze den første del af en serie, hvor han konstruere en tunnel i sin baghave kaldet "DIGGING A SECRET TUNNEL".
Furzes YouTubekanal har over 11,3 mio. følgere i 15. juli 2021.

## Rekorder
Den 14. oktober 2010 blev det annonceret at Furze havde fremstillet en handicapscooter, der kunne opnå en hastighed på 114 km/t, i et forsøg på at komme i Guinness Rekordbog. Det tog ham næsten 3 måneder at bygge og den havde en 125 cc motor fra en motocross motorcykel.
Den 10. oktober 2012 uploadede Furze en video, der viste ham med en barnevogn med motor, der kunne opnå en hastighed på 48 km/t, hvilket gjorde den til verdens hurtigste barnevogn. Den blev beskrevet i oktoberudgaven af Popular Science Magazine fra 2013, hvor Furze blev interviewet om baggrunden for projektet.
Den 30. marts 2017 postede han en video, hvor han restaurerede og kombinerede en radiobil fra 1960'erne med en motorcykel på omkring 100 hestekræfter. Fartøjet opnåede en hastighed på 172.827 km/t med en gennemsnitshastighed på 161.475 km/t for begge retninger, og den blev anerkendt som verdens hurtigste radiobil af Guinness Rekordbog. BBC Worldwide havde sat Furze i gang med projektet for at The Stig kunne køre den og brugte det som promovering til en ny sæson af bilprogrammet Top Gear.

## Fjernsyn
Furze har optrådt som ekspert i Gadget Geeks som var en kortlivet tv-serie på Sky1, hvor han var en del af et panel af eksperter sammen med Tom Scott og Charles Yarnold. Furze har været 'number one' adskillige gange på Science Channels show Outrageous Acts of Science og har medvirket i E4's show Virtually Famous to gange, hvor han demonstrerede sine wolverineklør i 2014 og året efter hvor han fremviste sin "toaster-kniv".

## Hæder
I sommeren 2025 blev Furze æresdoktor i naturvidenskab (DSc) af University of Warwick for hans bidrag til ingeniøruddannelse og for at have inspireret offentlighedens interesse for STEM gennem hans opfindsomme og bredt sete onlineindhold.